# 季铵盐-15
季铵盐-15（英語：Quaternium-15）是一種季铵盐，化學式為C9H16Cl2N4，可用作表面活性劑和防腐劑。它可充當抗微生物劑，因為它會緩慢釋放甲醛，這是一種具有殺菌特性的防腐劑。
季铵盐-15和甲醛釋放劑一直是受到爭論的話題。它們在美國和歐洲經常被禁止使用。

## 合成
季铵盐-15可通過用1,3-二氯丙烯處理烏洛托品製備。

## 應用
分離出的順式異構物主要用於化妝品，歐盟的最大允許濃度為0.2%。混合產品可用於更廣泛的配方，如可乳化金屬切削液、乳膠和乳膠漆、液體地板拋光劑和地板蠟，以及膠水和粘合劑。

## 安全問題
自2017年以來，歐盟已禁止使用季铵盐-15，美國正在考慮這項法案。

### 過敏反應
季铵盐-15是一種過敏原，可引起皮炎。許多對 季铵盐-15過敏的人也對甲醛過敏。在低pH下，由於杜勒平反應的酸水解，預計會釋放大量甲醛。可以使用貼布試驗檢測對季铵盐-15的敏感性。
它是手部過敏性接觸性皮炎的最常見原因（959例中佔16.5%）。在2005–2006年間，它是貼布試驗中第四大流行的過敏原 (10.3%)。
由於季铵盐-15會釋放少量甲醛，為了應對消費者的壓力，強生公司宣布計劃到2015年逐步停止在化妝品中使用季铵盐-15。

## 外部連結
- DermNet dermatitis/quaternium-allergy

- Record in the Household Products Database of NLM
- Occupational Hazards - Quaternium-15 （页面存档备份，存于）